# لوکاش ترفیل
لوکاش ترفیل (چکی: Lukáš Trefil؛ زادهٔ ۲۱ سپتامبر ۱۹۸۸) قایقران کانو اهل جمهوری چک است.